# Ернст II (Брауншвайг-Люнебург)
Ернст II (на немски: Ernst II; * 31 декември 1564, † 2 март 1611) от род Велфи (Нов Дом Люнебург), е херцог на Брауншвайг-Люнебург и княз на княжество Люнебург от 1592 до 1611 г.

## Живот
Той е първият син на херцог Вилхелм Млади и съпругата му Доротея Датска (1546–1617).
След следването му във Витенберг, Лайпциг и Щрасбург той се връща обратно в Целе заради влошеното здраве на баща му. След смъртта на баща му през 1592 г. поема управлението, според договор, първо за 8 години заедно с брат си Кристиан.
Ернст е погребан в княжеската гробница в църквата „Св. Мария“ в Целе. Последва го брат му Кристиан.